# Trevor Goddard
Trevor Goddard (* 14. Oktober 1962 in Croydon, England; † 7. Juni 2003 in North Hollywood, Kalifornien) war ein englischer Profiboxer und Schauspieler.

## Leben
Trevor Goddard verkörperte oft australische Charaktere, war Anhänger des australischen Lebensstils und gab während seiner gesamten Karriere vor, Australier zu sein. Zu seinen bekanntesten Rollen gehören die des Kano in Mortal Kombat und die des Lt. Cmdr. Mic Brumby in JAG – Im Auftrag der Ehre.
Goddard starb im Alter von 40 Jahren an einer Überdosis Speedball, einer Mischung von Heroin und Kokain, welche er mit den Medikamenten Valium und Vicodin einnahm.
Bei der Beerdigung erfuhr die Öffentlichkeit, dass Goddard kein Australier, sondern Brite war.

## Filmografie (Auswahl)
- 1992: Renegade – Gnadenlose Jagd (Renegade, Fernsehserie, 1x9)
- 1993: Baywatch – Die Rettungsschwimmer von Malibu (Baywatch, Fernsehserie, 3x22)
- 1994: Men of War
- 1995: Mortal Kombat
- 1996: Mord ist ihr Hobby (Murder, she wrote, Fernsehserie, Folge 12x20)
- 1997: Shadow Warriors – Rache um jeden Preis (Shadow Warriors: Assault On Devil’s Island, Fernsehfilm)
- 1998: Akte X – Die unheimlichen Fälle des FBI (The X-Files, Fernsehserie, Folge 6x03)
- 1998–2001: JAG – Im Auftrag der Ehre (JAG, Fernsehserie, 42 Folgen)
- 1998: Octalus – Der Tod aus der Tiefe (Deep Rising)
- 2000: Nur noch 60 Sekunden (Gone in Sixty Seconds)
- 2003: Fluch der Karibik (Pirates of the Caribbean: The Curse of the Black Pearl)